# Diadegma laterale
Diadegma laterale är en stekelart som först beskrevs av Johann Ludwig Christian Gravenhorst 1829.  Diadegma laterale ingår i släktet Diadegma och familjen brokparasitsteklar. Arten är reproducerande i Sverige. Inga underarter finns listade i Catalogue of Life.